# Nicolas-François Rémond de Montmort
Pour les articles homonymes, voir Rémond et Montmort (homonymie).
Nicolas-François Rémond de Montfort (1676-1725), frère ainé du mathématicien Pierre Rémond de Montmort, est un homme de cour du règne de Louis XIV, qui fut notamment un des conseillers du duc d'Orléans et un correspondant de Leibniz.

## Biographie
Saint-Simon décrit Nicolas-François Rémond comme non pas extérieurement d'une belle figure, mais comme extrêmement instruit et d'une grande habileté sociale, ce à quoi son heureux mariage avec la fille d'un joaillier a également contribué. Ses intérêts particuliers étaient les mathématiques, la politique, la philosophie, la littérature et la poésie.
Il est titularisé comme conseiller au Parlement de Paris (1699), Premier conseiller du dauphin Philippe duc d'Orléans (1705) et Introducteur des ambassadeurs (1719).
À partir de 1713, Rémond entretient une correspondance enthousiaste avec Leibniz, traitant de sa métaphysique et de ses autres travaux : cosmologie chinoise, philosophie naturelle, religion. Il a été destinataire, avec le prince Eugène, de l'avant-dernier ouvrage de Leibniz, les Principes de la nature et de la grâce fondés en raison.
Par ses contacts en Angleterre, notamment avec Mary Wortley Montagu, Rémond a défendu Leibniz lors du "procès" en priorité sur le calcul différentiel que lui intentait Newton.